# Mănăstirea Afteia
Mănăstirea Afteia este o mănăstire din România situată în apropierea comunei Săliștea din județul Alba.